# Ruđinci
Ruđinci (en serbe cyrillique : Руђинци) est une localité de Serbie située dans la municipalité de Vrnjačka Banja, district de Raška. Au recensement de 2011, elle comptait 2 452 habitants.
Ruđinci est officiellement classé parmi les villages de Serbie.

## Démographie

### Évolution historique de la population
| 1948  | 1953  | 1961  | 1971  | 1981  | 1991  | 2002  | 2011  |
| ----- | ----- | ----- | ----- | ----- | ----- | ----- | ----- |
| 1 128 | 1 211 | 1 276 | 1 335 | 1 468 | 1 826 | 2 019 | 2 452 |

|  |